# Roudnička
Roudnička (niem. Kleinraudnitz) – część miasta ustawowego Hradec Králové. Znajduje się w południowej części miasta. Mieszka tutaj na stałe około 500 osób.